# Campeonato Africano de Judo de 1997
El IX Campeonato Africano de Judo se celebró en Casablanca (Marruecos) entre el 17 y el 19 de julio de 1997 bajo la organización de la Unión Africana de Judo.
En total se disputaron dieciséis pruebas diferentes, ocho masculinas y ocho femeninas.

## Resultados

### Masculino
| Evento            | Oro                                | Plata                        | Bronce                                                  |
| ----------------- | ---------------------------------- | ---------------------------- | ------------------------------------------------------- |
| –60 kg            | Abdeluahed Idrisi Chorfi Marruecos | Sami Mekni Túnez             | Laval Collett Mauricio Omar Rebahi Argelia              |
| –65 kg            | Amar Meridya Argelia               | Abdoulkarim Seck Senegal     | Makram Neili Túnez Duncan Mackinnon Sudáfrica           |
| –71 kg            | Nuredin Yagubi Argelia             | Eddy Andre Mauricio          | Abdelatif Zauia Marruecos David Kouassi Costa de Marfil |
| –78 kg            | Adil Belgaid Marruecos             | Tolba Ridha · Egipto         | Amady Mbaré Diop Senegal                                |
| –86 kg            | Ashraf Bahgat · Egipto             | Yasin Silimi Argelia         | Jean-Claude Raphael Mauricio Charles Etame Camerún      |
| –95 kg            | Steve Biwole Abolo Camerún         | Belkasem Hirech Argelia      | Murad Zaguan Túnez Antonio Felicité Mauricio            |
| +95 kg            | Kamel Larbi Argelia                | Abdelaui Abdelaziz Marruecos | Ebode Tsanga Claude · Camerún · Ahmed Etaib · Egipto    |
| Categoría abierta | Kamel Larbi Argelia                | Murad Zaguan Túnez           | Steve Biwole Abolo · Camerún · Ahmed Etaib · Egipto     |

### Femenino
| Evento            | Oro                         | Plata                             | Bronce                                                      |
| ----------------- | --------------------------- | --------------------------------- | ----------------------------------------------------------- |
| –48 kg            | Jadiya El-Hamdaui Marruecos | Soleil Rasoafaniry Madagascar     | Lovelyn Orji-Ben Nigeria Tania D'Aguiar Sudáfrica           |
| –52 kg            | Salima Suakri Argelia       | Liezl Downing Sudáfrica           | Louise Stephanie Zeh Camerún Naina Ravaoarisoa Madagascar   |
| –56 kg            | Lynda Mekzin Argelia        | Augustine Ndzouli Ndoumbe Camerún | Melanie Seidler Sudáfrica Maryann Ekeada Nigeria            |
| –61 kg            | Henriette Moller Sudáfrica  | Ukid Urida Argelia                | Bilkisu Yusuf Nigeria Suad Benabdelah Marruecos             |
| –66 kg            | Sally Buckton Sudáfrica     | Lea Zahoui Blavo Costa de Marfil  | Hanitra Razanamalala Madagascar Saida Dhahri Túnez          |
| –72 kg            | Mélanie Engoang Gabón       | Ngo Batang Donna Camerún          | Marie Michele St. Louis Mauricio Fatima El-Miftah Marruecos |
| +72 kg            | Samira Chhab Marruecos      | Adja Marieme Diop Senegal         | Marguerita Goua Lou Costa de Marfil Sonia Gorbel Túnez      |
| Categoría abierta | Adja Marieme Diop Senegal   | Sonia Gorbel Túnez                | Samira Chhab Marruecos Sally Buckton Sudáfrica              |

## Medallero
| Núm. | País            | Oro | Plata | Bronce | Total |
| ---- | --------------- | --- | ----- | ------ | ----- |
| 1    | Argelia         | 6   | 3     | 1      | 10    |
| 2    | Marruecos       | 4   | 1     | 4      | 9     |
| 3    | Sudáfrica       | 2   | 1     | 4      | 7     |
| 4    | Camerún         | 1   | 2     | 4      | 7     |
| 5    | Senegal         | 1   | 2     | 1      | 4     |
| 6    | Egipto          | 1   | 1     | 2      | 4     |
| 7    | Gabón           | 1   | 0     | 0      | 1     |
| 8    | Túnez           | 0   | 3     | 4      | 7     |
| 9    | Mauricio        | 0   | 1     | 4      | 5     |
| 10   | Costa de Marfil | 0   | 1     | 2      | 3     |
| 10   | Madagascar      | 0   | 1     | 2      | 3     |
| 12   | Nigeria         | 0   | 0     | 3      | 3     |
|      | TOTAL           | 16  | 16    | 31     | 63    |